# Proteidae
Famille
Synonymes
- Proteina Gray, 1825
- Phanerobranchoidea Fitzinger, 1826
- Hypochthonina Bonaparte, 1840
- Necturi Fitzinger, 1843
- Necturina Bonaparte, 1845
- Menobranchida Knauer, 1883
- Hylaeobatrachidae Abel, 1919

Les Proteidae sont une famille d'urodèles. Elle a été créée par John Edward Gray en 1825. Ces espèces sont appelées communément protée ou necture selon le genre auquel elles appartiennent.

## Répartition
Les espèces de ses deux genres se rencontrent soit aux États-Unis et au Canada pour le genre Necturus, soit sur les rivages de l'Adriatique pour le genre monotypique Proteus.

## Description
Les espèces de cette famille sont des amphibiens pédomorphiques néoténiques, ils conservent leur aspect juvénile à l'âge adulte.

## Liste des genres
Selon Amphibian Species of the World (19 mars 2016) :
- Necturus Rafinesque, 1819
- Proteus Laurenti, 1768

## Publications originales
- Abel, 1919 : Klasse Amphibia, Die Stämme der Wirbeltiere, p. 220-332.
- Bonaparte, 1840 : Prodromus systematis herpetologiae. Nuovi Annali delle Scienze Naturali, vol. 4, p. 90-101 (texte intégral).
- Bonaparte, 1845 : Specchio Generale dei Sistemi Erpetologico, Anfibiologico ed Ittiologico.
- Fitzinger, 1826 : Neue classification der reptilien nach ihren natürlichen verwandtschaften. Nebst einer verwandtschafts-tafel und einem verzeichnisse der reptilien-sammlung des K. K. zoologischen museum's zu Wien, p. 1-67 (texte intégral).
- Fitzinger, 1843 : Systema Reptilium, fasciculus primus, Amblyglossae. Braumüller et Seidel, Wien, p. 1-106 (texte intégral).
- Gray, 1825 : A synopsis of the genera of reptiles and Amphibia, with a description of some new species. Annals of Philosophy, sér. 2, vol. 10, p. 193-217 (texte intégral).
- Knauer, 1883 : Naturgeschichte der Lurche. (Amphibiologie.) Eine umfassendere Darlegung unserer Kenntnisse von dem anatomischen Bau, der Entwicklung und systematischen Eintheilung der Amphibien, & c..